# Kongsberg Defence & Aerospace
Kongsberg Defence & Aerospace (KDA) es una de las dos compañías que forman el Kongsberg Gruppen (KOG) de Noruega, es un proveedor de productos y sistemas de defensa y relacionados con el espacio, principalmente misiles antibuque, comunicaciones militares y sistemas de control de armas para buques de guerra y aplicaciones de defensa aérea.

## Productos
- PROTECTOR M151
- Rb 12 Penguin
- Naval Strike Missile
- NASAMS

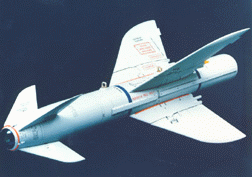
Misil Penguin.
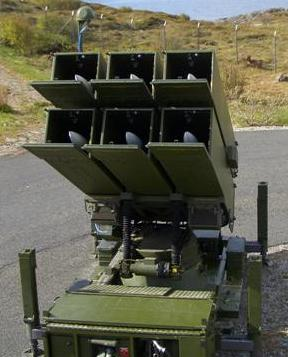
Sistema de misiles tierra-aire móvil NASAMS.